# Feldmühle-Werk (Lülsdorf)
Das Feldmühle-Werk in Lülsdorf produzierte 1960 den kompletten westdeutschen Bedarf an Pottasche und außerdem Ätzkali. Es handelte sich um ein Produktionswerk der Deutschen Wildermann-Werke, Chemische Fabriken GmbH.

## Geschichte
Beweggründe für die Errichtung des Werkes waren der Anschluss an die Rheinisch-Westfälisches Elektrizitätswerk AG in Knapsack (Hürth) und der hochwasserfreie Zugang zum Rhein. Das Mutterunternehmen kaufte dazu Flächen zwischen Lülsdorf und Ranzel auf und erhielt im Januar 1913 vom Lülsdorfer Gemeinderat die Genehmigung für das Bauvorhaben. Das Bauunternehmen Josef Kortlang aus Mühlheim führte die Errichtung des Werks aus. 1913 wurde mit dem Bau des Werks und von Arbeiterwohnhäusern begonnen und diese 1914 fertiggestellt. Dazu gehörte die Kleinbahn Siegburg–Zündorf, die als Anschluss des Werks an das Transportwesen errichtet wurde. Anfang April 1914 genehmigte der Bezirksausschuss des Regierungsbezirks Köln den Fabrikbetrieb. Am 7. April wurde eine erste Elektrolyse mit 40 Zellen vorgenommen.
Anfänglich wurden nach dem Wildermannschen Verfahren Kaliumchlorid und Natriumchlorid elektrolytisch zersetzt. Das Verfahren wurde durch das Siemens-Billiter-Verfahren abgelöst. 1923 wurden 56 Siemens-Billiter-Zellen zur Produktion genutzt.
1925 wurde hierdurch Aluminiumoxid erzeugt. Durch Schmelzen von Bauxit in Lichtbögenöfen wurde dieses als künstliches Schleifmittel gewonnen. Bis 1943 wurden sieben Lichtbogenschmelzöfen errichtet.
Sowohl der Erste als auch der Zweite Weltkrieg und auch die Währungsreformen brachten für das Werk starke Rückschläge, trotzdem wurden 1960 etwa 1200 Arbeiter beim Feldmühle-Werk beschäftigt.